# Franz Reinisch

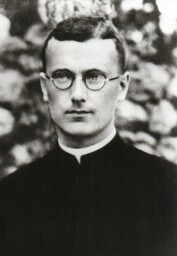
Franz Reinisch

Franz Dionysius Reinisch SAC (* 1. Februar 1903 in Feldkirch-Levis, Vorarlberg, Österreich-Ungarn; † 21. August 1942 im Zuchthaus Brandenburg-Görden, Deutschland) war Pallottiner und Mitglied der Schönstattbewegung. Er war der einzige Priester, der den Fahneneid auf Hitler verweigerte, und wurde hingerichtet.

## Leben
Franz Reinisch wurde am 1. Februar 1903 in Feldkirch in Vorarlberg geboren. Schon einen Tag später wurde er getauft. Bei seiner Taufe weihten ihn seine Eltern der Gottesmutter. Franz Reinisch wuchs mit zwei Brüdern und zwei Schwestern auf. Sein Vater Franz Reinisch, ein Finanzbeamter, wurde in Franz Reinischs Kinderzeit oft versetzt. So zog die Familie von Feldkirch nach Bozen, Bruneck und schließlich nach Innsbruck. Während seiner Bozener Zeit überstand Franz Reinisch eine schwere Krankheit.

### Schulzeit und Jugend
Ab Herbst 1914 besuchte Franz Reinisch mit seinem Bruder Andreas das Gymnasium der Franziskaner in Hall in Tirol. 1919 suchten sich die Brüder eine gemeinsame Wohnung, um unabhängiger zu sein. Franz Reinisch, der sich in dieser Zeit verliebte, ließ in seinen schulischen Leistungen stark nach. Zudem war er begeistertes Mitglied der Gymnasialverbindung Sternkorona im MKV. Im Sommer 1922 legte Franz Reinisch die Matura ab.

### Studienzeit
Franz Reinisch begann am 28. September 1922 das Jurastudium an der Leopold-Franzens-Universität in Innsbruck. Sein Wahlspruch für diese Zeit, abgeleitet aus dem Motto seiner Studentenverbindung KÖHV Leopoldina Innsbruck, der er am 3. November 1922 beitrat, lautete: „Unverrückbar wie die Berge der Heimat steht unser Glaube an Jesus Christus und Maria.“ Ein Jahr später studierte er an der Universität Kiel Gerichtsmedizin und wurde dort zeitweise Mitglied der A.V. Rheno-Guestfalia Kiel. In dieser Zeit nahm er an vierwöchigen Exerzitien teil. Durch die Erlebnisse in der Hafenstadt und die Gedanken der Besinnungstage fasste er den Entschluss, Priester zu werden.
In Innsbruck begann er im Herbst 1923 das Studium der Theologie und Philosophie. Mit 22 Jahren trat Reinisch in das Priesterseminar Brixen ein. Hier hatte er zum ersten Mal Kontakt mit den Pallottiner-Patern und schloss eine enge Freundschaft mit Pallottinerpater Richard Weickgenannt SAC. Durch ihn kam er später nach Schönstatt. Im Advent nahm er an einer Wallfahrt nach Rom teil. Höhepunkt dieser Pilgerreise war eine Papstaudienz am Heiligen Abend 1926. Am 29. Juni 1928, wurde er im Innsbrucker Dom zum Priester geweiht.
Noch im selben Jahr trat er am 3. November in das Pallottiner-Kloster Untermerzbach bei Bamberg ein. Hier wurde er mit strengen Hausregeln konfrontiert. Er lernte den Verzicht auf Dinge wie das Rauchen. Gleich zu Beginn der Studienzeit musste Franz Reinisch 150 Zigaretten abgeben. Nach drei Wochen im Noviziat plante er, dieses durch Flucht zu verlassen. Reinisch wollte über die Mauer des Noviziats an einer dafür günstigen Stelle in die Freiheit flüchten. Als er jedoch an der Lourdesgrotte vorbeikam, konnte er nicht weitergehen. Er begründete dies damit, es sei, als hätte ihn jemand festgehalten. Dieser Abend wurde für ihn zum Schlüsselerlebnis seiner Berufung. An der Universität Salzburg beendete er im Herbst 1932 sein Theologiestudium.

### Zeit in Schönstatt
1933 wurde Franz Reinisch nach Friedberg bei Augsburg versetzt. Hier war er für die Jugendarbeit zuständig und schnell zeigte sich sein Talent für Ansprachen und Predigten. Besonders unter den jungen Menschen fand er viele begeisterte Zuhörer. Durch eine Priesterzeitschrift erfuhr er das erste Mal von Schönstatt. 1938, nach mehreren Versetzungen nach Konstanz, Hohenrechberg, ans St. Paulusheim in Bruchsal, nach Salzburg und Untermerzbach, kam er nach Schönstatt. Hier wurde Franz Reinisch mit der Missionsarbeit und Männerseelsorge beauftragt. Er hielt hier besonders viele Einkehrtage, Exerzitien und Tagungen. Von Schönstatt aus unternahm er viele Reisen durch ganz Deutschland. Auch baute er eine enge Beziehung zu Pater Josef Kentenich auf.
In dieser Zeit wurde die Gestapo auf seine Reden aufmerksam, in denen er offen die Unvereinbarkeit des christlichen Glaubens mit den Vorstellungen des nationalsozialistischen Regimes thematisierte. Aus diesem Grunde erhielt er am 12. September 1940 Predigt- und Redeverbot. Um dennoch für die Kirche arbeiten zu können, übersetzte er kirchliche Nachrichten und Texte aus italienischen Zeitschriften ins Deutsche. Seinem Gewissen treu, besuchte er trotz des Redeverbots Gruppen und stärkte sie im Glauben.

### Gewissensentscheidung
„Ich kann als Christ und Österreicher einem Mann wie Hitler niemals den Eid der Treue leisten. Es muss Menschen geben, die gegen den Missbrauch der Autorität protestieren; und ich fühle mich berufen zu diesem Protest.“

Franz Reinisch, der davon überzeugt war, dass Hitler die Personifizierung des Antichrists sei, lehnte den Fahneneid auf Hitler ab, obwohl Kriegsdienstverweigerern die Todesstrafe drohte. Während viele ihm davon abrieten, bestärkte ihn Pater Josef Kentenich, der zu dieser Zeit bereits im Konzentrationslager Dachau inhaftiert war. In der Zeit seiner Gewissensentscheidung betete er oft vor dem Marienbild im Heiligtum von Schönstatt: „Liebe MTA, laß mich als liebesglühender Schönstatt-Apostel leben und sterben!“ Am Osterdienstag des Jahres 1942 erhielt er den Gestellungsbefehl zum Eintritt in die Wehrmacht. Während seiner Gebete fiel die letzte Entscheidung, den Fahneneid nicht zu leisten. Bei einem letzten Besuch in Innsbruck teilte er seinen Eltern  seine Entscheidung mit.
Am 15. April 1942 traf Franz Reinisch, bewusst einen Tag später als befohlen, in der Kaserne der Sanitäts-Ersatz-Abteilung 13 in Bad Kissingen ein und erklärte sofort seine Weigerung, den Fahneneid auf Hitler zu leisten. Er wurde verhaftet, in das Wehrmachtgefängnis Berlin-Tegel gebracht, am 4. Juni 1942 vor dem Reichskriegsgericht angeklagt und am 7. Juli 1942 wegen Wehrkraftzersetzung zum Tod verurteilt. Im August wurde Franz Reinisch in das Zuchthaus Brandenburg-Görden bei Berlin verlegt. Im Gefängnis schrieb er das Marienlied „Du bist das große Zeichen“, gleichsam als sein Sterbelied in der Erwartung des Todesurteils. Am 20. August 1942 wurde um 20:00 Uhr das Todesurteil durch den Staatsanwalt verlesen. Reinisch hatte in seiner Schlusserklärung geschrieben: „Der Verurteilte ist kein Revolutionär, das heißt Staats- und Volksfeind, der mit Faust und Gewalt kämpft, er ist ein katholischer Priester, der die Waffen des Geistes und des Glaubens gebraucht. Und er weiß, wofür er kämpft.“
Franz Reinisch betete die ganze Nacht und schrieb noch einen Abschiedsbrief an seine Eltern und Geschwister. Eines der letzten Grußworte aus der Gefängniszelle war: „Lieben und Leiden in Freuden. F. Reinisch“. Am 21. August 1942 legte er um Mitternacht noch einmal die heilige Beichte ab. Um 1:00 Uhr empfing er die heilige Kommunion. Um 3:00 Uhr gab er alle Dinge ab, die er noch bei sich hatte: das Tüchlein, in das die Eucharistie gehüllt war, das Sterbekreuz, den Rosenkranz, einige Bücher und den Abschiedsbrief. Um 3:30 Uhr nahm man ihm Schuhe und Strümpfe ab, fesselte seine Hände auf dem Rücken und führte ihn in den Keller vor dem Hinrichtungsraum. Um 5:03 Uhr wurde Franz Reinisch enthauptet.
Franz Reinisch war der einzige katholische Priester, der den Fahneneid verweigerte und hingerichtet wurde, und gehört zur sogenannten Gruppe der „Märtyrer aus Nordtirol“. Er wird auch als „Märtyrer des Gewissens“ bezeichnet. Seine Urne ist heute neben dem Urheiligtum in Schönstatt begraben.
Die Nachricht von der Hinrichtung Reinischs bestärkte auch den aus gleichen Motiven inhaftierten Franz Jägerstätter in seiner Entscheidung, den Kriegsdienst zu verweigern. Jägerstätter wurde 1943 hingerichtet.
Kardinalstaatssekretär Luigi Maglione schrieb am 18. August 1943 an den Generaloberen der Pallottiner: „Sie haben in einem eigenen Briefe das Beispiel jenes Mitbruders beschrieben, der mit dem Fallbeil hingerichtet wurde. Der Heilige Vater ist im Zweifel, ob er Euch wegen des Verlustes eines Mitgliedes von solch hochherziger Haltung beklagen, oder ob er Euch zur Glorie, die jener erworben, seinen Glückwunsch aussprechen soll.“

## Ehrungen
- Die katholische Kirche nahm Pater Franz Reinisch im Jahr 1999 als Glaubenszeugen in das deutsche Martyrologium des 20. Jahrhunderts auf.
- Am 28. Mai 2013 wurde in Trier im Beisein von Bischof Stephan Ackermann der Prozess zur Seligsprechung von Franz Reinisch eröffnet. Postulator für diesen Prozess war Heribert Niederschlag SAC. Das Verfahren wurde am  28. Juni 2019 abgeschlossen.
- Sein Gedenktag ist der 21. August. Seit 1962 wird in der Nacht vom 20. auf den 21. August in der Reinisch-Vigil seiner gedacht.[8]

### Deutschland
- In Schwäbisch Gmünd erinnert eine am Kulturzentrum „Prediger“ angebrachte Tafel an die örtlichen Opfer des Nationalsozialismus, darunter auch Pater Reinisch. Im „Prediger“ waren ab 1938 auch Dienststellen der Gestapo eingerichtet.

- Seit 2001 erinnert in der Verbandsgemeinde Vallendar die Pater-Franz-Reinisch-Brücke[9] an ihn. Im Jahr 2019 wurde der Pater-Franz-Reinisch-Weg in Bruchsal eröffnet.[10]
- Im Dom von Passau wird Reinisch in der Gedächtniskapelle geehrt.

- In Friedberg (Bayern) wurde eine Straße nach ihm benannt, und die Schönstattjugend der Erzdiözese Bamberg gab dem Reinisch-Haus seinen Namen.[11]
- Bad Kissingen erinnert an Reinisch seit 2001 durch ein Reinisch-Denkmal und den Pater-Reinisch-Weg im ehemaligen Kasernengelände, wo der Märtyrer seinen Kreuzweg begann.[12] Ein Tagungshaus in Bad Kissingen trug bis 2012 auch den Namen Pater-Reinisch-Haus. Es gehörte der Schönstattbewegung im Bistum Würzburg, welche dieses seit 1979 unter diesem Namen nutzte. Sie musste es jedoch 2012 veräußern. Es wird nun als Wohnhaus genutzt.[13] Jahrelang befand sich in der amerikanischen Kaserne der Kurstadt eine Gedenkplakette für Reinisch, die nach dem Abzug der Amerikaner einen neuen Ort in der Herz-Jesu-Stadtpfarrkirche von Bad Kissingen fand. Das Pallottinerzentrum in Schloss Hersberg in Immenstaad hat eine Gedenktafel für Reinisch.

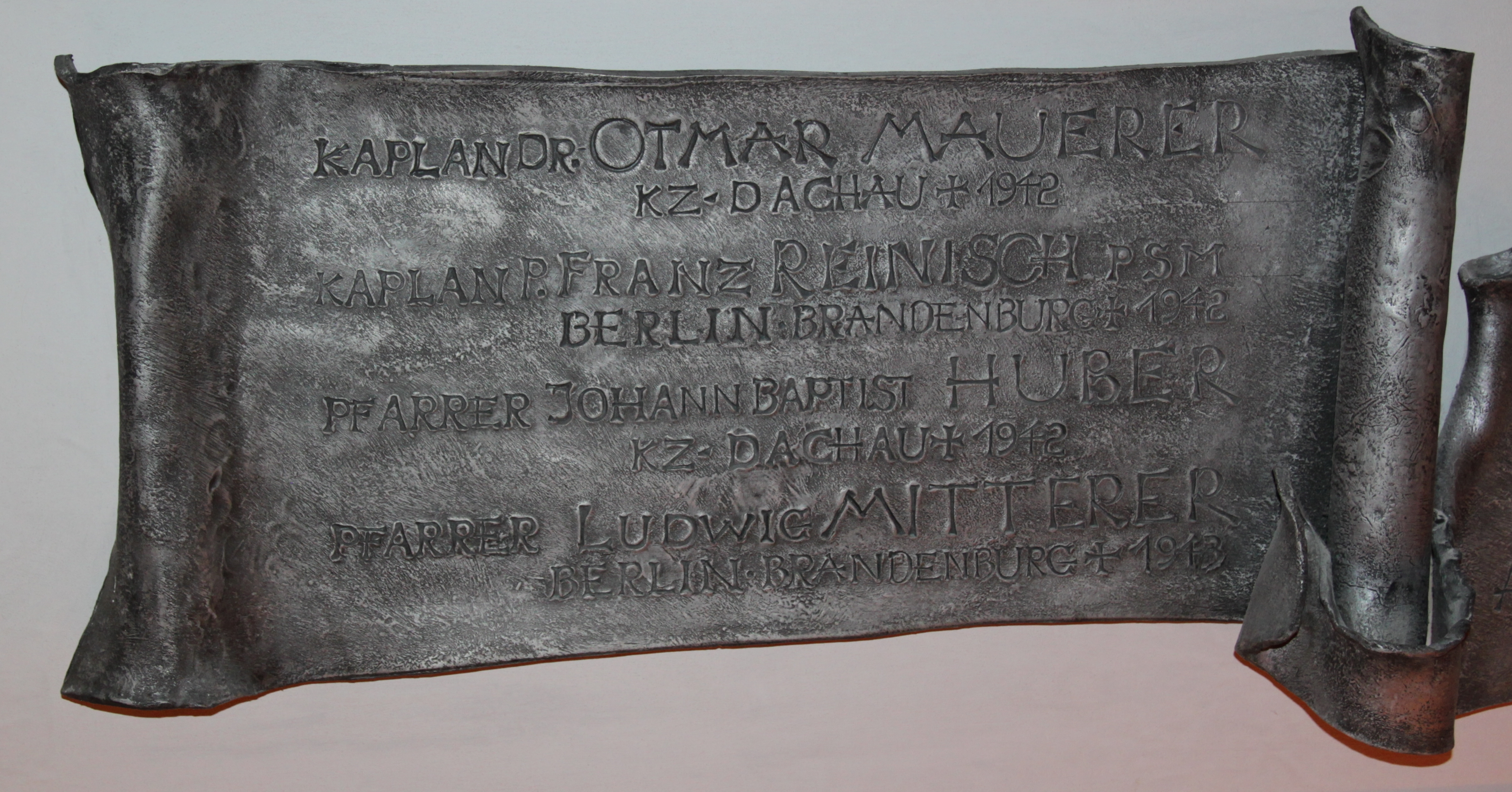
Gedächtniskapelle Dom Passau

### Österreich
- In seiner Geburtsstadt Feldkirch ist der Franz-Reinisch-Weg nach ihm benannt. In Innsbruck/Wilten bezeichnet seit 1983 eine Straßentafel den Pater-Reinisch-Weg.[14] In Hall in Tirol wurde zu Jahresbeginn 2023 der Platz vor der Stadtpfarrkirche in Pater-Franz-Reinisch-Platz umbenannt.
- Geköpft, eine Bronzeskulptur von Lois Anvidalfarei, den abgetrennten, am Boden liegenden Kopf darstellend, wurde am 2. Juli 2023 in der Stadtpfarrkirche Hall in Tirol eingeweiht und soll an weitere Wirkensorte wandern.[15]

## Musical
Am 14. April 2018 wurde das Musical GEFÄHRLICH: Franz Reinisch – Musical über einen Aufrechten des Texters und Komponisten Wilfried Röhrig in Bad Kissingen uraufgeführt. Weitere Aufführungen mit bis zu 850 Zuschauern folgten in Bamberg, Vallendar-Schönstatt, Hall in Tirol, Borken, Erfurt und Östringen.

## Film und Musical
- Landesbildstelle Rheinland-Pfalz: Pater Franz Reinisch. Ein Mann steht zu seinem Gewissen. Koblenz 1989.
- Franz Reinisch Forum, Vallendar: Pater Franz Reinisch. Ein Film von Angela Marlier. Vallendar 2016.
- Wilfried Röhrig: Gefährlich: Franz Reinisch - Musical über einen Aufrechten. CD, 23 Lieder, Laufzeit: 63 Min, rigma-Musikverlag Viernheim 2018, ISBN 978-3-933294-50-0.